# H. Casey Young

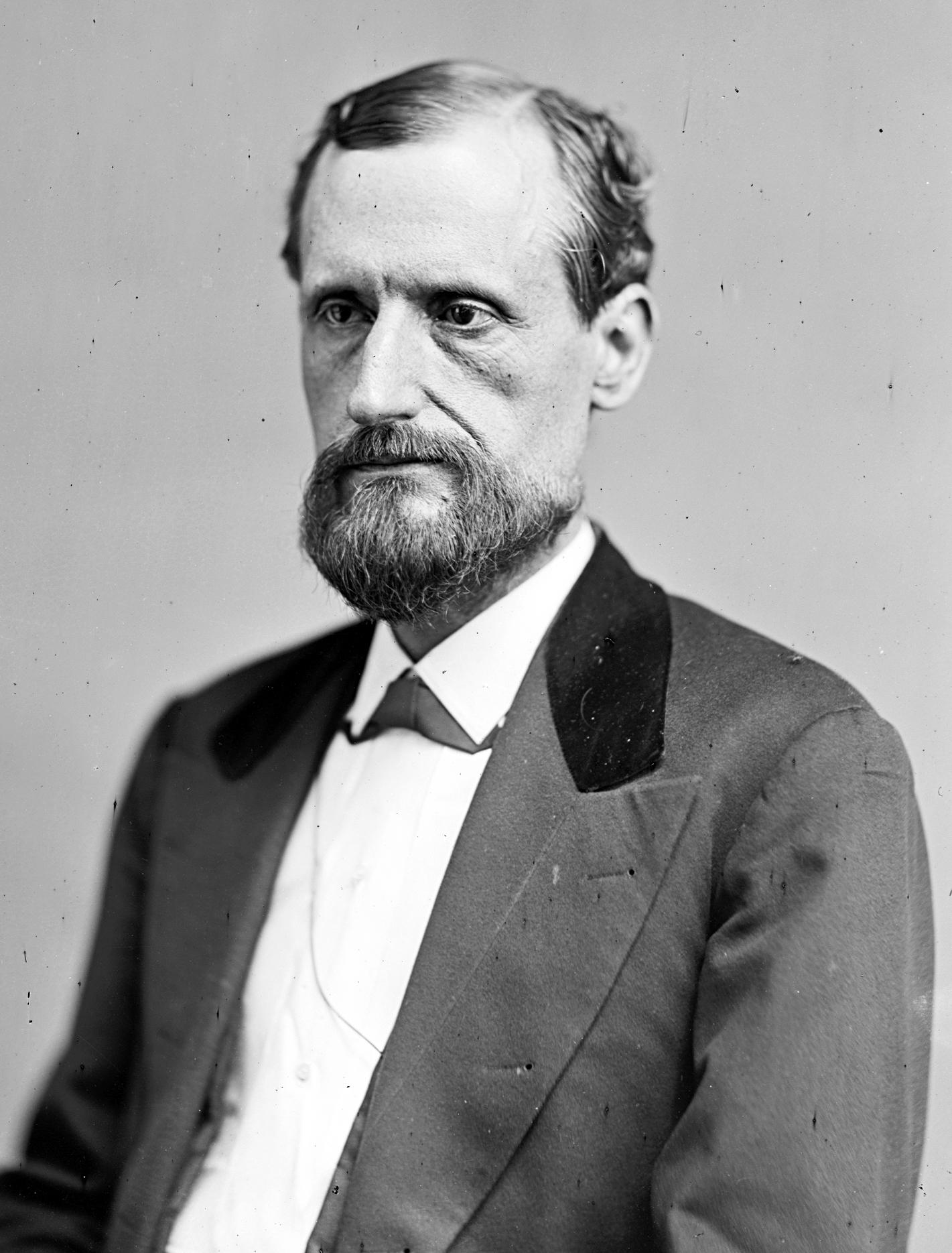
H. Casey Young

Hiram Casey Young (* 14. Dezember 1828 in Tuscaloosa, Alabama; † 17. August 1899 in Memphis, Tennessee) war ein US-amerikanischer Politiker. Zwischen 1875 und 1881 sowie nochmals von 1883 bis 1885 vertrat er den Bundesstaat Tennessee im US-Repräsentantenhaus.

## Werdegang
Im Jahr 1838 zog Casey Young mit seinen Eltern auf eine Farm im Marshall County im Staat Mississippi, wo er die öffentlichen Schulen und das Marshall Institute besuchte. Nach einem anschließenden Jurastudium und seiner im Jahr 1859 erfolgten Zulassung als Rechtsanwalt begann er in Memphis in seinem neuen Beruf zu arbeiten. Während des Bürgerkrieges war Young Oberstleutnant in der Kavallerie der Armee der Konföderation.
Politisch war Young Mitglied der Demokratischen Partei. Bei den Kongresswahlen des Jahres 1874 wurde er im zehnten Wahlbezirk von Tennessee in das US-Repräsentantenhaus in Washington, D.C. gewählt, wo er am 4. März 1875 die Nachfolge von Horace Maynard antrat. Nach zwei Wiederwahlen konnte er bis zum 3. März 1881 drei Legislaturperioden im Kongress absolvieren. Im Jahr 1880 unterlag er dem Republikaner William Robert Moore. Bei den Wahlen des Jahres 1882 konnte Young sein früheres Mandat im Kongress zurückgewinnen und dort zwischen dem 4. März 1883 und dem 3. März 1885 eine weitere Amtszeit verbringen. In dieser Zeit war er Vorsitzender des Ausschusses zur Kontrolle der Ausgaben des Innenministeriums.
1884 verzichtete Young auf eine erneute Kandidatur. In den folgenden Jahren praktizierte er wieder als Anwalt. Er starb am 17. August 1899 in Memphis.